# 이와타촌 (야마구치현)
이와타촌(岩田村)은 야마구치현 구마게군에 설치된 촌이다. 